# Rattus tawitawiensis
Rattus tawitawiensis és una espècie de mamífer rosegador de la família dels múrids que viu a l'illa de Tawi-Tawi (Filipines). El seu nom específic, tawitawiensis, significa ‘de Tawi-Tawi’ en llatí.